# Abel Cardoso Júnior
Abel Cardoso Júnior (1938, Guarantã - Sorocaba, 2003) foi um escritor e musicólogo brasileiro. Foi membro da Academia Sorocabana de Letras e do Instituto Histórico, Geográfico e Genealógico de Sorocaba.
Abel já escreveu mais de 200 artigos para a imprensa de Sorocaba e colaborou na publicação das discografias de Carmen Miranda, Gastão Formenti, Aurora Miranda, Orlando Silva e Francisco Alves. Publicou ainda o livro Carmen Miranda, a cantora do Brasil. Faleceu em 16 de novembro de 2003 devido a complicações renais.
Grande pesquisador da música popular brasileira, titular de um dos maiores acervos musicais do país, Abel foi quem se debruçou para explicar a origem da palavra balangandã - expressão que ficou famosa pelas vestes de Carmem Miranda - como ele escreveu em seu artigo "Origem do termo balangandã", em 1987, afirmando que os dicionários apontam que a palavra é uma onomatopeia do barulho provocado pelo movimento dos apetrechos, contudo, discordava desse argumento, trazendo outra hipótese, a de que balangandã vem de balangar, o mesmo que balançar, muito usado no linguajar caipira

## Obras publicadas
- Francisco Alves - As Mil Canções do Rei da Voz (1998)
- Cornélio Pires : o primeiro produtor independente de discos do Brasil (1986)
- Carmem Miranda: a cantora do Brasil (1978)